# ウェストバージニア州の都市圏の一覧

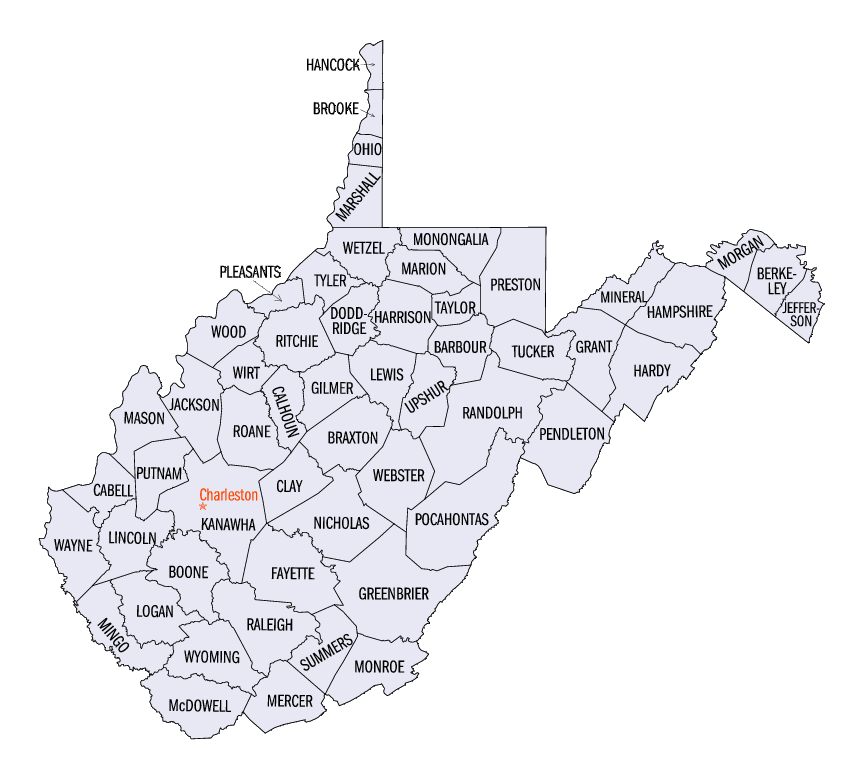
ウェストバージニア州の55郡を示す地図

本項目はウェストバージニア州の都市圏の一覧（ウェストバージニアしゅうのとしけんのいちらん）である。
アメリカ合衆国国勢調査局は、ウェストバージニア州に合同統計地域（CSA/広域都市圏）5ヶ所、大都市統計地域（MSA/都市圏）10ヶ所、および小都市統計地域（μSA/小都市圏）5ヶ所を定義している。下表には、左列より以下の情報を示す。
- 合同統計地域（定義されている場合）の名称
- 合同統計地域の人口
- コアベース統計地域（大都市統計地域および小都市統計地域）の名称
- コアベース統計地域の人口
- 各統計地域に含まれる郡の名称
- 各統計地域に含まれる郡の人口

なお、下表においては、ウェストバージニア州と他州にまたがる合同統計地域およびコアベース統計地域については、名称と統計地域の総人口を青緑色で、ウェストバージニア州内の人口を黒色でそれぞれ示す。また、他州のコアベース統計地域、郡、独立市、およびコロンビア特別区については、その名称と人口を緑色でそれぞれ示す。
下表における人口の数値はすべて2020年に行われた国勢調査時のものである。また、合同統計地域、コアベース統計地域（大都市統計地域・小都市統計地域）のいずれも、2023年7月21日時点での定義に従う。
| 合同統計地域                                           | 人口               | コアベース統計地域                               | 人口             | 郡/独立市/特別区                     | 人口      |
| ------------------------------------------------------ | ------------------ | ------------------------------------------------ | ---------------- | ------------------------------------ | --------- |
| チャールストン・ハンティントン・アシュランド広域都市圏 | 660,768 401,377    | ハンティントン・アシュランド都市圏               | 376,155 190,772  | キャベル郡                           | 94,350    |
| チャールストン・ハンティントン・アシュランド広域都市圏 | 660,768 401,377    | ハンティントン・アシュランド都市圏               | 376,155 190,772  | オハイオ州ローレンス郡               | 58,240    |
| チャールストン・ハンティントン・アシュランド広域都市圏 | 660,768 401,377    | ハンティントン・アシュランド都市圏               | 376,155 190,772  | パットナム郡                         | 57,440    |
| チャールストン・ハンティントン・アシュランド広域都市圏 | 660,768 401,377    | ハンティントン・アシュランド都市圏               | 376,155 190,772  | ケンタッキー州ボイド郡               | 48,261    |
| チャールストン・ハンティントン・アシュランド広域都市圏 | 660,768 401,377    | ハンティントン・アシュランド都市圏               | 376,155 190,772  | ウェイン郡                           | 38,982    |
| チャールストン・ハンティントン・アシュランド広域都市圏 | 660,768 401,377    | ハンティントン・アシュランド都市圏               | 376,155 190,772  | ケンタッキー州グリーンアップ郡       | 35,962    |
| チャールストン・ハンティントン・アシュランド広域都市圏 | 660,768 401,377    | ハンティントン・アシュランド都市圏               | 376,155 190,772  | ケンタッキー州カーター郡             | 26,627    |
| チャールストン・ハンティントン・アシュランド広域都市圏 | 660,768 401,377    | ハンティントン・アシュランド都市圏               | 376,155 190,772  | ケンタッキー州ローレンス郡           | 16,293    |
| チャールストン・ハンティントン・アシュランド広域都市圏 | 660,768 401,377    | チャールストン都市圏                             | 210,605          | カナー郡                             | 180,745   |
| チャールストン・ハンティントン・アシュランド広域都市圏 | 660,768 401,377    | チャールストン都市圏                             | 210,605          | ブーン郡                             | 21,809    |
| チャールストン・ハンティントン・アシュランド広域都市圏 | 660,768 401,377    | チャールストン都市圏                             | 210,605          | クレイ郡                             | 8,051     |
| チャールストン・ハンティントン・アシュランド広域都市圏 | 660,768 401,377    | ポーツマス小都市圏                               | 74,008           | オハイオ州サイオト郡                 | 74,008    |
| ワシントン・ボルチモア・アーリントン広域都市圏         | 10,028,331 219,933 | ワシントン・アーリントン・アレクサンドリア都市圏 | 6,278,542 57,701 | バージニア州フェアファックス郡       | 1,150,309 |
| ワシントン・ボルチモア・アーリントン広域都市圏         | 10,028,331 219,933 | ワシントン・アーリントン・アレクサンドリア都市圏 | 6,278,542 57,701 | メリーランド州モントゴメリー郡       | 1,062,061 |
| ワシントン・ボルチモア・アーリントン広域都市圏         | 10,028,331 219,933 | ワシントン・アーリントン・アレクサンドリア都市圏 | 6,278,542 57,701 | メリーランド州プリンスジョージズ郡   | 967,201   |
| ワシントン・ボルチモア・アーリントン広域都市圏         | 10,028,331 219,933 | ワシントン・アーリントン・アレクサンドリア都市圏 | 6,278,542 57,701 | コロンビア特別区                     | 689,545   |
| ワシントン・ボルチモア・アーリントン広域都市圏         | 10,028,331 219,933 | ワシントン・アーリントン・アレクサンドリア都市圏 | 6,278,542 57,701 | バージニア州プリンスウィリアム郡     | 482,204   |
| ワシントン・ボルチモア・アーリントン広域都市圏         | 10,028,331 219,933 | ワシントン・アーリントン・アレクサンドリア都市圏 | 6,278,542 57,701 | バージニア州ラウドン郡               | 420,959   |
| ワシントン・ボルチモア・アーリントン広域都市圏         | 10,028,331 219,933 | ワシントン・アーリントン・アレクサンドリア都市圏 | 6,278,542 57,701 | メリーランド州フレデリック郡         | 271,717   |
| ワシントン・ボルチモア・アーリントン広域都市圏         | 10,028,331 219,933 | ワシントン・アーリントン・アレクサンドリア都市圏 | 6,278,542 57,701 | バージニア州アーリントン郡           | 238,643   |
| ワシントン・ボルチモア・アーリントン広域都市圏         | 10,028,331 219,933 | ワシントン・アーリントン・アレクサンドリア都市圏 | 6,278,542 57,701 | メリーランド州チャールズ郡           | 166,617   |
| ワシントン・ボルチモア・アーリントン広域都市圏         | 10,028,331 219,933 | ワシントン・アーリントン・アレクサンドリア都市圏 | 6,278,542 57,701 | バージニア州アレクサンドリア市       | 159,467   |
| ワシントン・ボルチモア・アーリントン広域都市圏         | 10,028,331 219,933 | ワシントン・アーリントン・アレクサンドリア都市圏 | 6,278,542 57,701 | バージニア州スタフォード郡           | 156,927   |
| ワシントン・ボルチモア・アーリントン広域都市圏         | 10,028,331 219,933 | ワシントン・アーリントン・アレクサンドリア都市圏 | 6,278,542 57,701 | バージニア州スポットシルバニア郡     | 140,032   |
| ワシントン・ボルチモア・アーリントン広域都市圏         | 10,028,331 219,933 | ワシントン・アーリントン・アレクサンドリア都市圏 | 6,278,542 57,701 | バージニア州フォーキア郡             | 72,972    |
| ワシントン・ボルチモア・アーリントン広域都市圏         | 10,028,331 219,933 | ワシントン・アーリントン・アレクサンドリア都市圏 | 6,278,542 57,701 | ジェファーソン郡                     | 57,701    |
| ワシントン・ボルチモア・アーリントン広域都市圏         | 10,028,331 219,933 | ワシントン・アーリントン・アレクサンドリア都市圏 | 6,278,542 57,701 | バージニア州カルペパー郡             | 52,552    |
| ワシントン・ボルチモア・アーリントン広域都市圏         | 10,028,331 219,933 | ワシントン・アーリントン・アレクサンドリア都市圏 | 6,278,542 57,701 | バージニア州マナサス市               | 42,772    |
| ワシントン・ボルチモア・アーリントン広域都市圏         | 10,028,331 219,933 | ワシントン・アーリントン・アレクサンドリア都市圏 | 6,278,542 57,701 | バージニア州ウォーレン郡             | 40,727    |
| ワシントン・ボルチモア・アーリントン広域都市圏         | 10,028,331 219,933 | ワシントン・アーリントン・アレクサンドリア都市圏 | 6,278,542 57,701 | バージニア州フレデリックスバーグ市   | 27,982    |
| ワシントン・ボルチモア・アーリントン広域都市圏         | 10,028,331 219,933 | ワシントン・アーリントン・アレクサンドリア都市圏 | 6,278,542 57,701 | バージニア州フェアファックス市       | 24,146    |
| ワシントン・ボルチモア・アーリントン広域都市圏         | 10,028,331 219,933 | ワシントン・アーリントン・アレクサンドリア都市圏 | 6,278,542 57,701 | バージニア州マナサスパーク市         | 17,219    |
| ワシントン・ボルチモア・アーリントン広域都市圏         | 10,028,331 219,933 | ワシントン・アーリントン・アレクサンドリア都市圏 | 6,278,542 57,701 | バージニア州クラーク郡               | 14,783    |
| ワシントン・ボルチモア・アーリントン広域都市圏         | 10,028,331 219,933 | ワシントン・アーリントン・アレクサンドリア都市圏 | 6,278,542 57,701 | バージニア州フォールズチャーチ市     | 14,658    |
| ワシントン・ボルチモア・アーリントン広域都市圏         | 10,028,331 219,933 | ワシントン・アーリントン・アレクサンドリア都市圏 | 6,278,542 57,701 | バージニア州ラッパハンノック郡       | 7,348     |
| ワシントン・ボルチモア・アーリントン広域都市圏         | 10,028,331 219,933 | ボルチモア・コロンビア・タウソン都市圏           | 2,844,510        | メリーランド州ボルチモア郡           | 854,535   |
| ワシントン・ボルチモア・アーリントン広域都市圏         | 10,028,331 219,933 | ボルチモア・コロンビア・タウソン都市圏           | 2,844,510        | メリーランド州アンアルンデル郡       | 588,261   |
| ワシントン・ボルチモア・アーリントン広域都市圏         | 10,028,331 219,933 | ボルチモア・コロンビア・タウソン都市圏           | 2,844,510        | メリーランド州ボルチモア市           | 585,708   |
| ワシントン・ボルチモア・アーリントン広域都市圏         | 10,028,331 219,933 | ボルチモア・コロンビア・タウソン都市圏           | 2,844,510        | メリーランド州ハワード郡             | 332,317   |
| ワシントン・ボルチモア・アーリントン広域都市圏         | 10,028,331 219,933 | ボルチモア・コロンビア・タウソン都市圏           | 2,844,510        | メリーランド州ハーフォード郡         | 260,924   |
| ワシントン・ボルチモア・アーリントン広域都市圏         | 10,028,331 219,933 | ボルチモア・コロンビア・タウソン都市圏           | 2,844,510        | メリーランド州キャロル郡             | 172,891   |
| ワシントン・ボルチモア・アーリントン広域都市圏         | 10,028,331 219,933 | ボルチモア・コロンビア・タウソン都市圏           | 2,844,510        | メリーランド州クイーンアンズ郡       | 49,874    |
| ワシントン・ボルチモア・アーリントン広域都市圏         | 10,028,331 219,933 | ヘイガーズタウン・マーティンズバーグ都市圏       | 293,844 139,139  | メリーランド州ワシントン郡           | 154,705   |
| ワシントン・ボルチモア・アーリントン広域都市圏         | 10,028,331 219,933 | ヘイガーズタウン・マーティンズバーグ都市圏       | 293,844 139,139  | バークレー郡                         | 122,076   |
| ワシントン・ボルチモア・アーリントン広域都市圏         | 10,028,331 219,933 | ヘイガーズタウン・マーティンズバーグ都市圏       | 293,844 139,139  | モーガン郡                           | 17,063    |
| ワシントン・ボルチモア・アーリントン広域都市圏         | 10,028,331 219,933 | レキシントンパーク都市圏                         | 206,560          | メリーランド州セントメアリーズ郡     | 113,777   |
| ワシントン・ボルチモア・アーリントン広域都市圏         | 10,028,331 219,933 | レキシントンパーク都市圏                         | 206,560          | メリーランド州カルバート郡           | 92,783    |
| ワシントン・ボルチモア・アーリントン広域都市圏         | 10,028,331 219,933 | チェンバーズバーグ都市圏                         | 155,932          | ペンシルベニア州フランクリン郡       | 155,932   |
| ワシントン・ボルチモア・アーリントン広域都市圏         | 10,028,331 219,933 | ウィンチェスター都市圏                           | 142,632 23,093   | バージニア州フレデリック郡           | 91,419    |
| ワシントン・ボルチモア・アーリントン広域都市圏         | 10,028,331 219,933 | ウィンチェスター都市圏                           | 142,632 23,093   | バージニア州ウィンチェスター市       | 28,120    |
| ワシントン・ボルチモア・アーリントン広域都市圏         | 10,028,331 219,933 | ウィンチェスター都市圏                           | 142,632 23,093   | ハンプシャー郡                       | 23,093    |
| ワシントン・ボルチモア・アーリントン広域都市圏         | 10,028,331 219,933 | イーストン小都市圏                               | 37,526           | メリーランド州タルボット郡           | 37,526    |
| ワシントン・ボルチモア・アーリントン広域都市圏         | 10,028,331 219,933 | レイク・オブ・ザ・ウッズ小都市圏                 | 36,254           | バージニア州オレンジ郡               | 36,254    |
| ワシントン・ボルチモア・アーリントン広域都市圏         | 10,028,331 219,933 | ケンブリッジ小都市圏                             | 32,531           | メリーランド州ドーチェスター郡       | 32,531    |
| フェアモント・クラークスバーグ広域都市圏               | 146,639            | クラークスバーグ小都市圏                         | 90,434           | ハリソン郡                           | 65,921    |
| フェアモント・クラークスバーグ広域都市圏               | 146,639            | クラークスバーグ小都市圏                         | 90,434           | テイラー郡                           | 16,705    |
| フェアモント・クラークスバーグ広域都市圏               | 146,639            | クラークスバーグ小都市圏                         | 90,434           | ドッドリッジ郡                       | 7,808     |
| フェアモント・クラークスバーグ広域都市圏               | 146,639            | フェアモント小都市圏                             | 56,205           | マリオン郡                           | 56,205    |
|                                                        |                    | モーガンタウン都市圏                             | 140,038          | モノンガリア郡                       | 105,822   |
| プレストン郡                                           | 34,216             | モーガンタウン都市圏                             | 140,038          |                                      |           |
|                                                        |                    | ベックレイ都市圏                                 | 115,079          | ローリー郡                           | 74,591    |
| ファイエット郡                                         | 40,488             | ベックレイ都市圏                                 | 115,079          |                                      |           |
| パーカーズバーグ・マリエッタ・ビエナ広域都市圏         | 149,261 89,490     | パーカーズバーグ・ビエナ都市圏                   | 89,490           | ウッド郡                             | 84,296    |
| パーカーズバーグ・マリエッタ・ビエナ広域都市圏         | 149,261 89,490     | パーカーズバーグ・ビエナ都市圏                   | 89,490           | ワート郡                             | 5,194     |
| パーカーズバーグ・マリエッタ・ビエナ広域都市圏         | 149,261 89,490     | マリエッタ小都市圏                               | 59,771           | オハイオ州ワシントン郡               | 59,771    |
|                                                        |                    | ホイーリング都市圏                               | 139,513 73,016   | オハイオ州ベルモント郡               | 66,497    |
| オハイオ郡                                             | 42,425             | ホイーリング都市圏                               | 139,513 73,016   |                                      |           |
| マーシャル郡                                           | 30,591             | ホイーリング都市圏                               | 139,513 73,016   |                                      |           |
|                                                        |                    | ブルーフィールド小都市圏                         | 100,093 59,664   | マーサー郡                           | 59,664    |
| バージニア州テイズウェル郡                             | 40,429             | ブルーフィールド小都市圏                         | 100,093 59,664   |                                      |           |
| ピッツバーグ・ウィアトン・スチューベンビル広域都市圏   | 2,767,801 51,654   | ピッツバーグ都市圏                               | 2,457,000        | ペンシルベニア州アルゲイニー郡       | 1,250,578 |
| ピッツバーグ・ウィアトン・スチューベンビル広域都市圏   | 2,767,801 51,654   | ピッツバーグ都市圏                               | 2,457,000        | ペンシルベニア州ウェストモアランド郡 | 354,663   |
| ピッツバーグ・ウィアトン・スチューベンビル広域都市圏   | 2,767,801 51,654   | ピッツバーグ都市圏                               | 2,457,000        | ペンシルベニア州ワシントン郡         | 209,349   |
| ピッツバーグ・ウィアトン・スチューベンビル広域都市圏   | 2,767,801 51,654   | ピッツバーグ都市圏                               | 2,457,000        | ペンシルベニア州バトラー郡           | 193,763   |
| ピッツバーグ・ウィアトン・スチューベンビル広域都市圏   | 2,767,801 51,654   | ピッツバーグ都市圏                               | 2,457,000        | ペンシルベニア州ビーバー郡           | 168,215   |
| ピッツバーグ・ウィアトン・スチューベンビル広域都市圏   | 2,767,801 51,654   | ピッツバーグ都市圏                               | 2,457,000        | ペンシルベニア州ファイエット郡       | 128,804   |
| ピッツバーグ・ウィアトン・スチューベンビル広域都市圏   | 2,767,801 51,654   | ピッツバーグ都市圏                               | 2,457,000        | ペンシルベニア州ローレンス郡         | 86,070    |
| ピッツバーグ・ウィアトン・スチューベンビル広域都市圏   | 2,767,801 51,654   | ピッツバーグ都市圏                               | 2,457,000        | ペンシルベニア州アームストロング郡   | 65,558    |
| ピッツバーグ・ウィアトン・スチューベンビル広域都市圏   | 2,767,801 51,654   | ウィアトン・スチューベンビル都市圏               | 116,903 51,654   | オハイオ州ジェファーソン郡           | 65,249    |
| ピッツバーグ・ウィアトン・スチューベンビル広域都市圏   | 2,767,801 51,654   | ウィアトン・スチューベンビル都市圏               | 116,903 51,654   | ハンコック郡                         | 29,095    |
| ピッツバーグ・ウィアトン・スチューベンビル広域都市圏   | 2,767,801 51,654   | ウィアトン・スチューベンビル都市圏               | 116,903 51,654   | ブルック郡                           | 22,559    |
| ピッツバーグ・ウィアトン・スチューベンビル広域都市圏   | 2,767,801 51,654   | アーミテージ小都市圏                             | 110,652          | ペンシルベニア州マーサー郡           | 110,652   |
| ピッツバーグ・ウィアトン・スチューベンビル広域都市圏   | 2,767,801 51,654   | インディアナ小都市圏                             | 83,246           | ペンシルベニア州インディアナ郡       | 83,246    |
|                                                        |                    | エルキンズ小都市圏                               | 27,932           | ランドルフ郡                         | 27,932    |
|                                                        |                    | カンバーランド小都市圏                           | 95,044 26,938    | メリーランド州アルゲイニー郡         | 68,106    |
| ミネラル郡                                             | 26,938             | カンバーランド小都市圏                           | 95,044 26,938    |                                      |           |
| （設定無し）                                           | （設定無し）       | （設定無し）                                     | （設定無し）     | グリーンブライア郡                   | 32,977    |
| （設定無し）                                           | （設定無し）       | （設定無し）                                     | （設定無し）     | ローガン郡                           | 32,567    |
| （設定無し）                                           | （設定無し）       | （設定無し）                                     | （設定無し）     | メイソン郡                           | 25,453    |
| （設定無し）                                           | （設定無し）       | （設定無し）                                     | （設定無し）     | ニコラス郡                           | 24,604    |
| （設定無し）                                           | （設定無し）       | （設定無し）                                     | （設定無し）     | アップシャー郡                       | 23,816    |
| （設定無し）                                           | （設定無し）       | （設定無し）                                     | （設定無し）     | ミンゴ郡                             | 23,568    |
| （設定無し）                                           | （設定無し）       | （設定無し）                                     | （設定無し）     | ワイオミング郡                       | 21,382    |
| （設定無し）                                           | （設定無し）       | （設定無し）                                     | （設定無し）     | マクドウェル郡                       | 19,111    |
| （設定無し）                                           | （設定無し）       | （設定無し）                                     | （設定無し）     | ルイス郡                             | 17,033    |
| （設定無し）                                           | （設定無し）       | （設定無し）                                     | （設定無し）     | バーバー郡                           | 15,465    |
| （設定無し）                                           | （設定無し）       | （設定無し）                                     | （設定無し）     | ウェッツェル郡                       | 14,442    |
| （設定無し）                                           | （設定無し）       | （設定無し）                                     | （設定無し）     | ハーディ郡                           | 14,299    |
| （設定無し）                                           | （設定無し）       | （設定無し）                                     | （設定無し）     | ローン郡                             | 14,028    |
| （設定無し）                                           | （設定無し）       | （設定無し）                                     | （設定無し）     | ブラクストン郡                       | 12,447    |
| （設定無し）                                           | （設定無し）       | （設定無し）                                     | （設定無し）     | モンロー郡                           | 12,376    |
| （設定無し）                                           | （設定無し）       | （設定無し）                                     | （設定無し）     | サマーズ郡                           | 11,959    |
| （設定無し）                                           | （設定無し）       | （設定無し）                                     | （設定無し）     | グラント郡                           | 10,976    |
| （設定無し）                                           | （設定無し）       | （設定無し）                                     | （設定無し）     | リッチー郡                           | 8,444     |
| （設定無し）                                           | （設定無し）       | （設定無し）                                     | （設定無し）     | ウェブスター郡                       | 8,378     |
| （設定無し）                                           | （設定無し）       | （設定無し）                                     | （設定無し）     | タイラー郡                           | 8,313     |
| （設定無し）                                           | （設定無し）       | （設定無し）                                     | （設定無し）     | ポカホンタス郡                       | 7,869     |
| （設定無し）                                           | （設定無し）       | （設定無し）                                     | （設定無し）     | プレザンツ郡                         | 7,653     |
| （設定無し）                                           | （設定無し）       | （設定無し）                                     | （設定無し）     | ギルマー郡                           | 7,408     |
| （設定無し）                                           | （設定無し）       | （設定無し）                                     | （設定無し）     | タッカー郡                           | 6,762     |
| （設定無し）                                           | （設定無し）       | （設定無し）                                     | （設定無し）     | カルフーン郡                         | 6,229     |
| （設定無し）                                           | （設定無し）       | （設定無し）                                     | （設定無し）     | ペンドルトン郡                       | 6,143     |

## 註
1. ↑  QuickFacts. U.S. Census Bureau. 2020年.
2. ↑  OMB Bulletin No. 23-01, Revised Delineations of Metropolitan Statistical Areas, Micropolitan Statistical Areas, and Combined Statistical Areas, and Guidance on Uses of the Delineations of These Areas. Office of Management and Budget. 2023年7月21日.